# Lucianópolis
Lucianópolis es un municipio brasileño del estado de São Paulo. Se localiza a una latitud 22º25'52" sur y a una longitud 49º31'21" oeste, estando a una altitud de 561 metros. Su población estimada en 2004 era de 2.051 habitantes.
Posee un área de 190,9 km².

## Demografía
Datos del Censo - 2000
Población total: 2.154
- Urbana: 1.649
- Rural: 505
- Hombres: 1.114
- Mujeres: 1.040

Densidad demográfica (hab./km²): 11,28
Mortalidad infantil hasta 1 año (por mil): 13,63
Expectativa de vida (años): 72,46
Tasa de fertilidad (hijos por mujer): 2,38
Tasa de alfabetización: 86,52%
Índice de Desarrollo Humano (IDH-M): 0,754
- IDH-M Salario: 0,651
- IDH-M Longevidad: 0,791
- IDH-M Educación: 0,821

(Fuente: IPEADATA)

### Hidrografía
- Río Alambari
- Arroyo de las Antas

### Carreteras
- SP-315

## Administración
- Prefecto: Ademir Mantovanelli (2005/2008)
- Viceprefecto: Pedro Mazal Pereira
- Presidente de la cámara: (2007/2008)